# Ніколаос Анастасопулос
Ніколаос Анастасопулос (грец. Νικόλαος Αναστασόπουλος, нар. 5 серпня 1979, Салоніки) — грецький футболіст, що грав на позиції воротаря.

## Клубна кар'єра
Народився 5 серпня 1979 року в місті Салоніки. У дорослому футболі дебютував 1998 року виступами за команду «Науса», в якій провів один сезон, після чого протягом 1999—2000 років захищав кольори клубу ПАОК, але в чемпіонаті за клуб так і не зіграв.
У січні 2001 році перейшов до клубу «Шкода Ксанті» і відіграв за клуб з Ксанті наступні п'ять з половиною сезонів своєї ігрової кар'єри.
У сезоні 2006/07 грав за кіпрський АЕК (Ларнака), після чого повернувся до Греції й по 2014 рік грав у складі команд «Астерас», «Керкіра» та «Верія», а завершив ігрову кар'єру у команді «Шкода Ксанті», у складі якої вже виступав раніше.

## Виступи за збірну
Протягом 1998—2001 років залучався до складу молодіжної збірної Греції, з якою був учасником молодіжного чемпіонату Європи 2002 року у Швейцарії, на якому греки не подолали груповий етап. Всього на молодіжному рівні зіграв у 17 офіційних матчах.